# کردستان

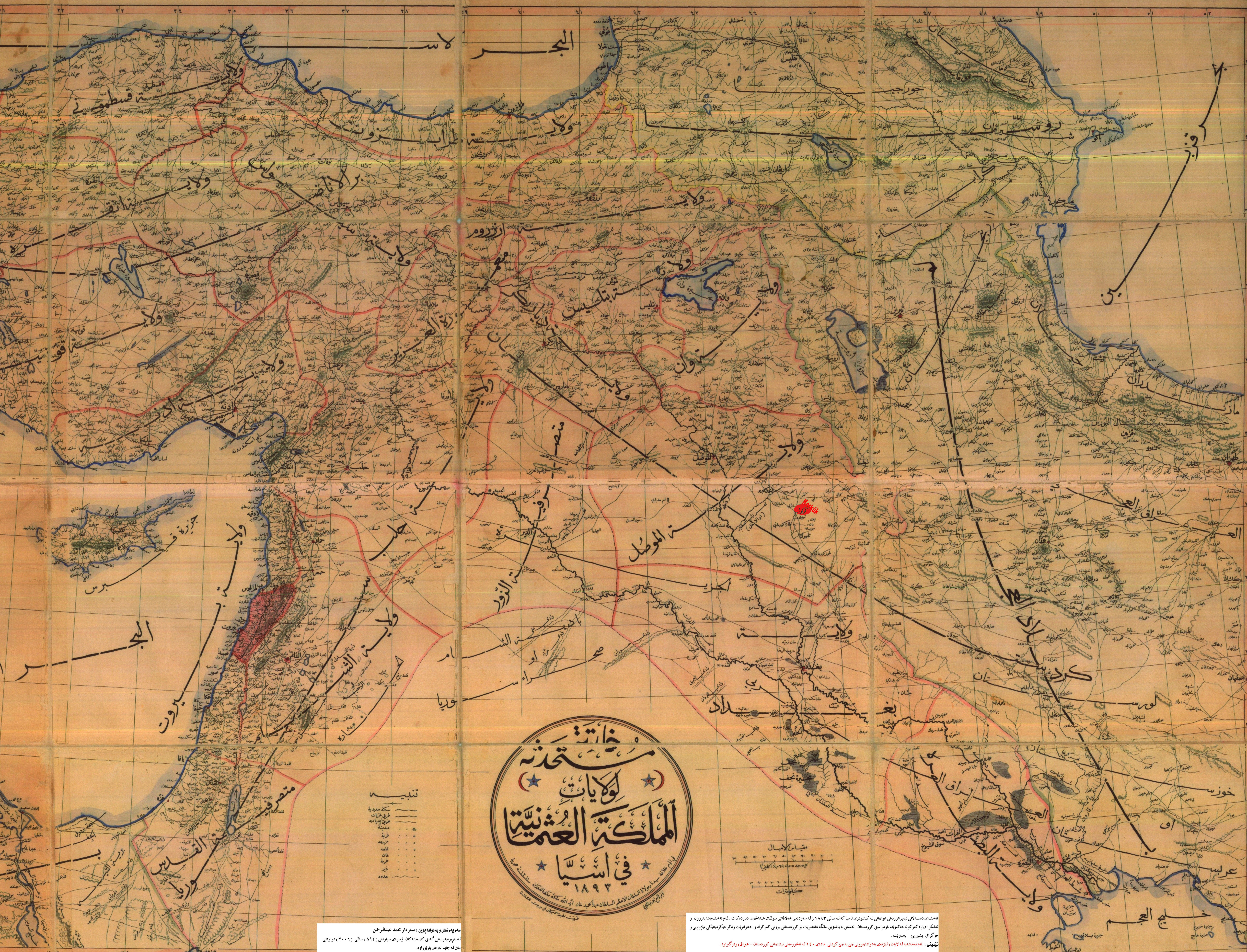
کردستان و مناطق کردنشین در نقشه عثمانی

کُردستان (در لغت به معنای سرزمین کُردها) یک منطقهٔ جغرافیایی-فرهنگی نسبتاً تعریف‌شده در خاورمیانه و آسیای غربی است که بیشتر ساکنان آن را مردم کُرد تشکیل می‌دهند و زبان‌ها و فرهنگ کُردی در آن ایجاد شده و غالب است. از نظر جغرافیایی، کردستان تقریباً شمال غربی زاگرس و رشته‌کوه‌های توروس شرقی را در بر می‌گیرد.
کردستان به‌طور کلی شامل چهار منطقهٔ کردستان ایران، کردستان عراق (اقلیم کردستان عراق و مناطق مورد مناقشه)، کردستان ترکیه و کردستان سوریه است. این منطقه حدود ۵۰۰ هزار کیلومتر مربع مساحت و ۴۰ تا ۴۵ میلیون نفر جمعیت دارد. تمامی این سرزمین‌ها بخشی از ایران صفوی بود که طی جنگ چالدران در سال ۱۵۱۴ میلادی، بخش بزرگی از آن (حدود ۸۰٪ کل کردستان) به دولت عثمانی واگذار شد. امپراتوری عثمانی در اوایل سده ۲۰ (میلادی) فروپاشید و در نتیجه در حال حاضر علاوه بر ایران، بخش‌هایی از این سرزمین در سه کشور ترکیه، عراق و سوریه تقسیم شده‌است. در تاریخ، نخستین اشاره به کردستان در زمان سلطان سنجر سلجوقی و به نواحی سنندج و کرمانشاه بوده‌است.

## جغرافیا

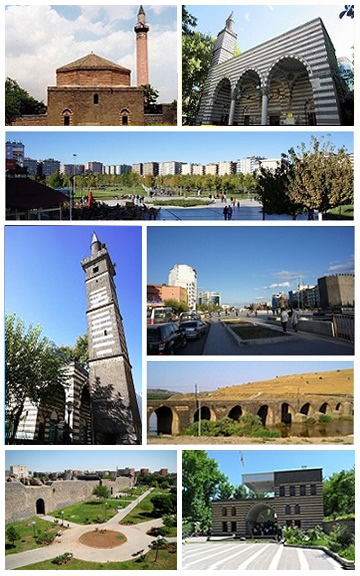
شهر آمَد (دیاربکر)، مرکز کردستان ترکیه

حدود نادقیق سرحدات کردستان از تخمین دقیق مساحت آن جلوگیری می‌کند. دانشنامه بریتانیکا، طول کردستان را ۶۰۰ مایل (۹۶۰ کیلومتر) و پهنایش را ۱۵۰ مایل (۲۴۰ کیلومتر) تخمین می‌زند. قاموس العالم، استانبول ۱۸۹۶ که دربارهٔ ولایات کرد عثمانیست طول آن را ۹۰۰ کیلومتر و پهنایش را بین ۱۰۰ تا ۲۰۰ کیلومتر می‌نویسد. در حال حاضر، استان‌های مختلف کردستان ۱۹۰۰۰۰ کیلومتر مربع را در ترکیه، ۱۲۵۰۰۰ کیلومتر مربع را در ایران، ۶۵۰۰۰ کیلومتر مربع را در عراق، و ۱۲۰۰۰ کیلومتر مربع را در سوریه در بر می‌گیرند. کل مساحت کردستان حدوداً ۳۹۲۰۰۰ کیلومتر تخمین زده می‌شود.
محمد مردوخ کردستانی محدوده کردستان و ولایات و شهرهای مهم آن را چنین بیان کرده‌است: «کردستان متقسم است به شش ولایت از این قرار:
1. ولایت دیاربکر که مرکز آن هم شهر دیاربکر است و شهرهای عمده آن عبارتند از:میافارقین، ماردین، ارغنی، سوه‌رگ، آمد، جزیره ابن عمر، سعرد، لرجکی.
2. ولایت موصل که مرکز آن شهر موصل و شهرهای عمده‌اش عبارتند از: اربیل یا هولر، سلیمانیه، بستان، کرکوک یا آرنجا که موطن سلطان صلاح‌الدین ایوبی است، سنجار، عمادیه، رواندوز، کفری، صلاحیه، گلعنبر.
3. ولایت سنه یا اردلان (سنندج) که مرکز آن سنه‌دژ و شهرهای عمده‌اش بیجار یا گروس، سقز، بانه و اورامان است.
4. ولایت سابلاغ که مرکزش مهاباد و شهرهای آن سردشت و مهاباد است.
5. ولایت کرمانشاه که مرکزش کرمانشاه با سابقه تاریخی بسیار است و گیلانغرب، سنقر، کنگاور، کرند، هارون‌آباد، سرپل ذهاب و قصر شیرین و هرسین از شهرهای آنند.
6. ولایت لرستان که شامل شهرهای بروجرد، خرم‌آباد، سیمره، ملایر، نهاوند و تویسرکان است.»[۳۱]

ادمونس در کتاب خود بنام «کردها، عرب‌ها و ترک‌ها» می‌نویسد: شمال کردستان به وسیلهٔ خطی بین ارزروم و ارزنجان مشخص است. پس از آن خط قهرمان‌مرعش را دور زده و به طرف جنوب می‌رود و عثمانیه را دور زده و از غرب به دریای مدیترانه می‌رسد. در جنوب غرب به جبله و بعد به حلب می‌رسد. در جنوب غربی از تپه‌هایی که در جهت رود دجله قرار دارند گذشته و به طرف رشته‌کوه حمرین متمایل می‌شود و تا شرق از کرمانشاه و ایلام گذشته و با عبور از سنندج و سقز در جنوب آذربایجان غربی پایان می‌یابد.
در زمان سلطان احمد سنجر سلجوقی، ایالتی با پایتختی شهر بهار ایجاد شد که امروزه در شمال شرقی همدان قرار دارد. این ایالت که بین آذربایجان و لرستان قرار داشت شامل ناحیه‌ای از همدان، دینور، کرمانشاه و سنه (سنندج) در شرق زاگرس و در غرب استان ایلام پشتکوه، شهرزور و خفتیه در زاب می‌شد. حمدالله مستوفی در نزهةالقلوب کردستان را به ۱۶ بخش تقسیم کرده‌است و از الانی، الیشتر، بهار، خفتیان، دربند تاج‌خاتون، دربند زنگی، دزبیل، دینور، سلطان‌آباد چمچمال، شهرزور، کرمانشاه، کرند و خوشان، کنگور، مایدشت، هرسین، و وسطام به عنوان شهرهای آن یاد کرده‌است. به هر روی محدوده نامی‌کردستان در قرن‌های مختلف متغیر بوده‌است. شرف‌الدین بدلیسی در شرفنامه فصول سوم و چهارم کتاب اول مردم لر را جزو کردستان می‌آورد. همه مؤرخین عربی همه چیز را در ایالتی که جبال می‌خوانند می‌آورند. اولیا چلبی جهانگرد ترک، در سیاست نامه‌اش ۹ ولایت را که در زمان او کردستان را تشکیل می‌دادند برمی‌شمرد: ارزروم، وان، حکاری، دیاربکر، جزیره، احمدیه، موصل، شهرزور و اردلان که پیمودنش ۱۷ روز زمان می‌برده‌است. رقابت بین سلاطین عثمانی و شاهان ایران این یگانگی را شکست.
امروزه کردستان را اغلب با عنوان جمع مناطقی با اکثریت قومی‌کرد، توصیف می‌کنند. بر اساس اطلاعات‌نامه جهان ۳۰ میلیون کرد در جهان وجود دارد. برخی منابع مانند، مؤسسه کردی پاریس جمعیت آن‌ها را بین ۳۶ تا ۴۵ میلیون برآورد می‌کنند. البته آمارهای بیشتر از این مقدار هم منتشر شده‌است. جمعیت زیادی از کُردها نیز در خارج از مناطق کردنشین در شهرهای استانبول، تهران، آنکارا، کرج و کشورهای آلمان، سوئد، نروژ و اسرائیل سکونت دارند.
پراکندگی کردها در کشورهای مختلف بدین شرح است:
| ردیف  | بخش                    | وسعت (کیلومتر مربع) | جمعیت (۲۰۱۷)                     | مرکز     | اطلاعات بیشتر                                                      |
| ----- | ---------------------- | ------------------- | -------------------------------- | -------- | ------------------------------------------------------------------ |
| ۱     | کردستان ترکیه          | ۲۳۰٬۰۰۰ (۲۹٪)       | ۱۵٬۰۰۰٬۰۰۰–۲۰٬۰۰۰٬۰۰۰ (۱۹–۲۵٪)   | دیاربکر  | کردها در ترکیه                                                     |
| ۲     | کردستان ایران          | ۸۰٬۰۰۰ (۵٪)         | ۱۰٬۰۰۰٬۰۰۰–۱۲٬۰۰۰٬۰۰۰ (۱۳–۱۷٫۵٪) | کرمانشاه | کردها در ایران                                                     |
| ۳     | کردستان عراق           | ۷۰٬۰۰۰ (۱۵٪)        | ۸٬۰۰۰٬۰۰۰–۸٬۵۰۰٬۰۰۰ (۲۵–۲۷٪)     | اربیل    | کردها در عراق                                                      |
| ۴     | کردستان سوریه          | ۵۰٬۰۰۰ (۲۵٪)        | ۳٬۰۰۰٬۰۰۰–۳٬۶۰۰٬۰۰۰ (۱۲٫۵–۱۵٪)   | حسکه     | کردها در سوریه                                                     |
| Total | کردستان                | ۴۳۰٬۰۰۰             | ۴۴٬۱۰۰٬۰۰۰–۳۶٬۰۰۰٬۰۰۰            | -        | کردها                                                              |
| ۵     | دیگر کشورهای خاورمیانه | -                   | -                                | -        | کُردها در لبنان، اسرائیل، مصر و اردن                                |
| ۶     | اتحادیه اروپا          | -                   | ۱٬۲۰۰٬۰۰۰–۱٬۵۰۰٬۰۰۰              | -        | کُردها در سوئد، فنلاند، آلمان، هلند، فرانسه و بریتانیا              |
| ۷     | کشورهای پساشوروی       | -                   | ۴۰۰٬۰۰۰–۵۰۰٬۰۰۰                  | -        | کُردها در ارمنستان، آذربایجان، گرجستان، قزاقستان، ترکمنستان و روسیه |
| ۸     | بقیه جهان              | -                   | ۲۰۰٬۰۰۰–۴۰۰٬۰۰۰                  | -        | کُردها در آمریکا، کانادا، استرالیا، نیوزیلند و ژاپن                 |
| Total | کردها                  | ۴۳۰٬۰۰۰             | ۳۷٬۸۰۰٬۰۰۰–۴۶٬۵۰۰٬۰۰۰            | -        | جمعیت کردها                                                        |

## تاریخ

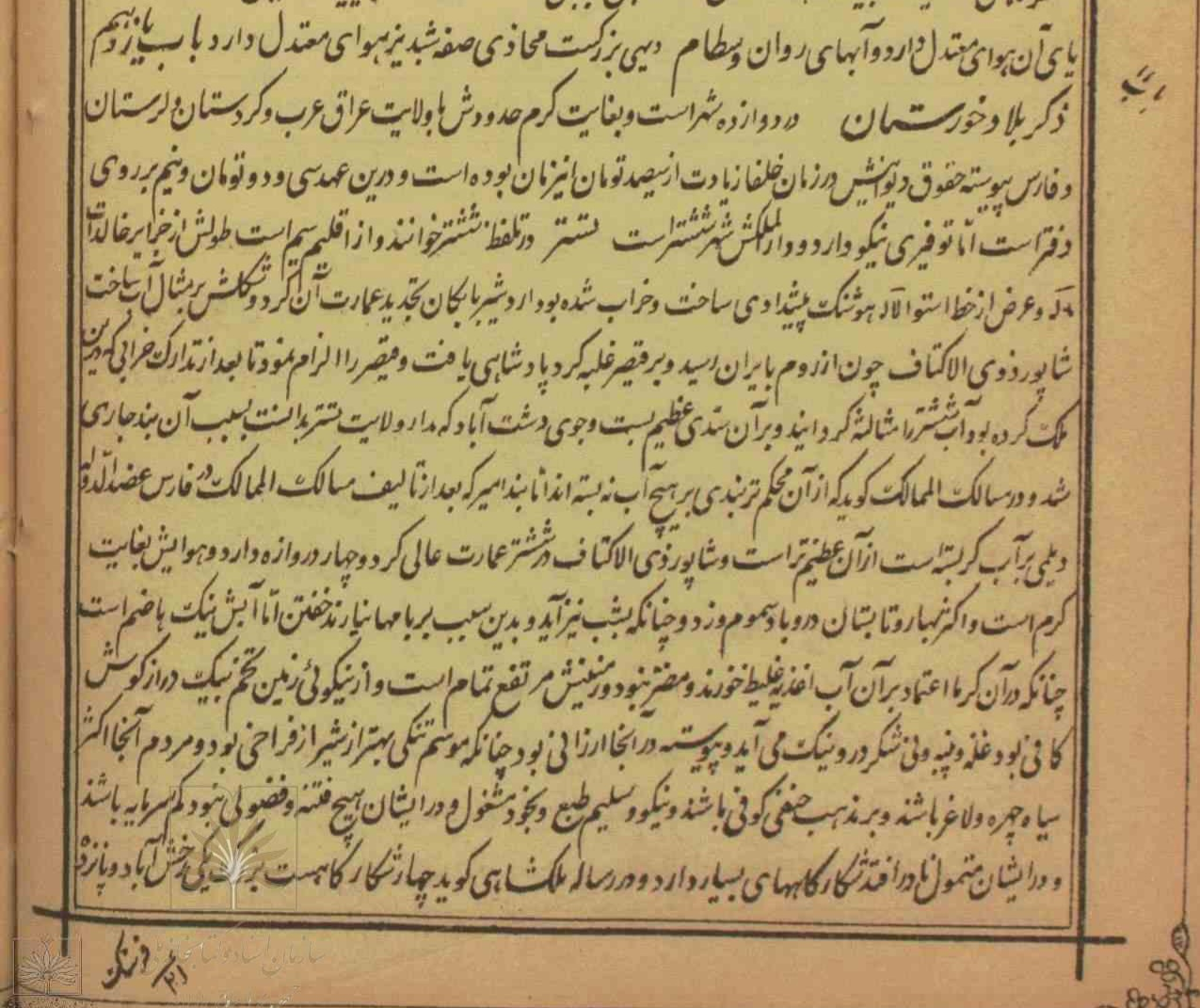
نام کردستان به عنوان همسایه خوزستان در کتاب حمدالله مستوفی به‌نام نزهه‌القلوب؛ اثری از سده هشتم قمری.

### پیدایش
بر اساس اسناد تاریخی مردم کُرد از اقوام آریایی‌تباری هستند که علاوه بر ایران کنونی در بخش‌های دیگری از خاورمیانه (ترکیه، عراق، سوریه) و بخش‌هایی از قفقاز نیز زندگی می‌کنند. تمام مناطق کردنشین از آغاز شکل‌گیری ایران بزرگ (که سرزمین فعلی ایران بخشی از آن است) تا واقعهٔ جنگ چالدران، یکی از ایالات مهم ایران بوده‌است. منطقه کردستان از سال ۶۱۲ پیش از میلاد تا سده ۱۵ پس از میلاد یعنی چیزی در حدود ۲۰۰۰ سال بخشی جدانشدنی ایران بود.
کرد و کردستان از دید جغرافی‌دانان، مورخان و تبارشناسان:
«استرابون» جغرافیدان و مورخ یونان باستان در چند قرن پیش از میلاد دربارهٔ چگونگی تربیت و پرورش بدنی جوانان کرد می‌نویسد: «جوانان ایرانی را چنان تربیت می‌کنند که در سرما و گرما و بارندگی تاب و توان داشته، ورزیده باشند. اینها را کردک (kardak) گویند.
یکی از قدیمی‌ترین اخباری که دربارهٔ کردها در دست است، کتاب «Anabasis» یا سفرنامه جنگی گزنفون (xenephon) سردار لشکر، جغرافی‌دان و مورخ یونان باستان است که رویارویی کردهای ایرانی را در قالب سپاه اردشیر دوم هخامنشی) ۴۰۱–۴۰۰ پیش از میلاد مسیح (با یونانیان باستان در منطقه اربلا (اربیل یا هولیر امروزی) شرح می‌دهد که منجر به شکست ارتش ده هزار نفری یونان شد.
در دوره‌های تاریخ، منطقهٔ کردستان بخشی از امپراتوری‌های ماد، هخامنشی، سلوکی، اشکانی و ساسانی گشت. در زمان ساسانیان منطقهٔ امروزی عراق به عنوان بخشی از حکومت ساسانیان با عنوان منطقهٔ «سورستان» یا دل ایرانشهر نامیده می‌شد و طبق تقسیمات کشوری ایران آن زمان، منطقه دل ایرانشهر به دوازده استان و شصت شهرستان تقسیم شده بود که منطقه امروزی کردستان عراق در استان شادپیروز ایران قرار داشت و شمال غربی کردستان عراق هم استان بالا نام داشت. شهرهای بزرگ آن دوره استان شادپیروز (کردستان عراق امروزین) عبارت بودند از؛ اربلا (اربیل یا همان هولیر امروزی)، گرمیان (کرکوک امروزی) و آشب (عمادیه امروزی).
پروفسور ان لمبتون در تاریخ ایلات ایران از قول ابن بلخی می‌نویسد «کردان زبدگان لشکر ساسانی بودند…»
رشید یاسمی” می‌نویسد: «در حصول پیشرفت‌های دولت ایران در زمان مادها در فتح نینوا و در زمان هخامنشیان در غلبه بر یونان و در دوران اشکانیان و ساسانیان در دفع رومیان و در بعد از اسلام در جلوگیری از مهاجمان و هزاران موقع سخت دیگر بعد از آن، افواج کردان را در صف مقدم سپاه ایران می‌بینیم که برای حفظ استقلال ایران می‌جنگند.
برخی منابع از قبیل نولدکه آورده‌اند که طوایف کردی که در نواحی مرکزی و جنوب ایران وجود داشتند در خلال دوره شاهنشاهی ساسانی به علت فتوحات ایران و حرکت جمعیت به طرف شمال غربی مهاجرت کرده و در سرزمین کردو (KURDU) ساکن شده و با کردهای آنجا مخلوط شده‌اند و نام آنها را قبول کرده‌اند این مردم که قبلاً به نام مرتی‌ها شناخته می‌شدند در جنگهای مداوم ساسانیان و اشکانیان با رومی‌ها شرکت داشته‌اند. اینان در سده چهارم میلادی از طرف رومی‌ها به نام کرچخ شناخته می‌شدند. امروز در نزدیکی دیاربکر شهر تاریخی persus (پرسوس) و شهر دارا در کردستان ترکیه یادگاری مهاجرت ایران در زمان ساسانیان به آنجاست.
به موجب تاریخ شرفنامه بدلیسی، قدیمی‌ترین قبایل کرد باجناوی‌ها و بوتی‌ها هستند که این نام‌ها به دلیل سرزمین باجان و بوتان بر آنها نهاده شده‌است.
بنا بر نظر غالب پژوهشگران و محققان غیرایرانی، کردها که از قوم ماد هستند، همواره در طول تاریخ به عنوان قومی آریایی از فرهنگ، نژاد و زبان مشترکی با دیگر ایرانیان برخوردار بوده‌اند و زبان کردی به عنوان یکی از کهن‌ترین گویش‌های ایران باستان شناخته شده‌است. هویت قوم کرد هم همواره با ملیت ایرانی عجین شده‌است.
در مورد گستره مناطق کردنشین تعریف‌های بسیار متفاوت و متعددی وجود دارد و موضوع این گستره بسیار قابل مناقشه است. در برخی بخش‌ها اکثریت جمعیت و در برخی دیگر فقط بخشی از مردم ساکن این بخش‌ها کرد هستند و دیگر اقوام نیز در آن بخش‌ها ساکن هستند.
پیشینه تاریخی و حدود کردستان در میان مورخان اسلامی:
واژه کرد به صورت (کورت) در متون پارسی میانه دیده می‌شود و از پارسی میانه به زبان عربی به صورت «کرد» انتقال یافته‌است. بعضی را عقیده بر این است که واژه کردستان نخستین بار در سده ۱۲ میلادی در زمان فرمانروایی سلطان سنجر دیده شده‌است. از دوران سلجوقیان، مناطق وسیع کوهستانی غرب فلات ایران کردستان نام می‌گیرد.
آغاز حملات اعراب مسلمان به رهبری عمربن خطاب در سالهای (۶۳۴–۶۴۲م) نواحی اربیل، موصل و نصیبین را که نواحی کردنشین بودند به تصرف مسلمانان درآمد بعد از عمربن خطاب، در دوره جانشین وی عثمان ابن عفان نیز مناطق شمالی کردها و مناطق قفقاز به تصرف درآمد که عدم دخالت مسلمانان باعث شد تا کردها به دین اسلام بگروند و مسلمان شوند. در همین ایام روسای کرد در حالی که می‌کوشیدند اقتدار خود را حفظ کنند در فتوحات مسلمین شرکت فعال داشتند. در دوره عباسیان که به کمک سردار ایرانی ابومسلم خراسانی و ایرانیان به خلافت رسیدند.
مثلاً محمد بن جریر طبری می‌نویسد:
«... در همین روز خبر رسید که «موصل» بشوریده و کردان در آن‌جا پراکنده‌اند. مُسَیب‌بن زُهیر، حاکم کوفه، که دوست یحیی‌بن خالد برمکی بود، به منصور خلیفه عباسی پیشنهاد کرد که کار خواباندن شورش کردان را به خالد برمکی واگذارد که «او برای خواباندن آن شورش تواناست». منصور این پیشنهاد را پذیرفت و خالد را به حکومت موصل برگماشت…»
به علت رقابت امین و مأمون پسران هارون‌الرشید قدرت خلفا در نواحی کردستان تضعیف شد. در این زمان لفظ کرد کم‌کم برای توصیف نژادی قبایل ایرانی که با سامی‌ها و ارمنی‌ها اختلاط کرده بودند به کار رفت. هم‌زمان با روی کار آمدن ترکان سلجوقی و پادشاهی سلطان سنجر برای اولین بار ایالتی به نام کردستان تأسیس شد. به گفتهٔ مرحوم رشید یاسمی در کتاب کرد و پیوستگی نژادی، حمدالله مستوفی در کتاب نزهةالقلوب در سال ۷۴۰ هجری نخستین کسی بود که اسم کردستان و شانزده ایلات آن را آورده‌است. او آورده‌است: کردستان و آن شانزده ولایت است و حدودش به ولایات عرب و خوزستان و عراق عجم و آذربایجان و دیاربکر پیوسته‌است. آلانی، الیشتر، بهار، خفتیان، دربند، تاج خاتون، دربند رنگی، دزبیل، دینور، سلطان آباد، چمچمال، شهر زور، کرمانشاه (قرمیسین) هرسین، وسطام.
در قرن دهم میلادی (۹۵۹) حسنویه (حسن به زری کانی) که رئیس یکی از قبایل کرد بود خود را به فرمانروایی کردستان شرقی رسانید و دینور و همدان و نهاوند را فتح کرد. فرزند او ناصرالدین (۹۷۹–۱۰۱۴)و نوه‌اش ظهیران هلال ابن بدر (۱۰۱۵–۱۰۱۴) هستند اینان از اسماً از آل بویه اطاعت می‌کردند. آل بویه هیچ‌گاه به‌طور مستقیم در قلمرو حسنویه اعمال نفوذی نکردند تا زمان شمس‌الدوله دیلمی که ظهیرالدین را از حکمرانی انداخت و قلمرو او را مطیع خویش ساخت. فرزندان بویه ماهیگیر متصرفات خود را بین هم تقسیم کردند رکن‌الدوله دیلمی نواحی شمالی را تصاحب شد؛ که شامل قسمت‌های کردنشین نیز بود.
در سال ۹۹۰ میلادی به هنگام مرگ کردباد حکمران انتصابی خلیفه برادرزاده اش ابوعلی مروان، حکمران نواحی دیاربکر، میافارقین، آمیدنی (آمید) و نصیبین را به دست آورد. این مناطق بعد از مرگ عضدالدوله دیلمی از دست ال بویه خارج شده بود. اینان که به مروانیان معروف شدند بعدها از خلیفه عباسی روی گردان و به فاطمیان گرویدند. مروانیان و حسنویه از لحاظ نژادی کرد بودند.
اما از دوره صلاح‌الدین که از سرداران کرد است کردها توانستند فراتر از منطقه‌های کردنشین قدرت خود را بسط دهند صلاح‌الدین در سال ۱۱۳۶ میلادی در تکریت واقع در ساحل دجله و شمال سامره متولد شد. او فعالیت خود را در خدمت اتابک نورالدین زنگی از سلاجقه سوریه شروع کرد که بعدها در حلب جانشین وی شد. فرزند اتابک زنگی یعنی نورالدین پس از مدتی صلاح‌الدین را به همراهی عمویش شیرکو عازم مصر گردانید تا متحد اولین فرمانروای مصر را که شاهوار نام داشت در مقام خود حفاظت نماید که به وسیله یکی از رقبای خویش در مصر طرد شده بود مصر در این زمان تحت فرمانروایی یکی از خلفای فاطمی به نام ابو محمود عبدالله بود شیرکوه و صلاح‌الدین مجبور بودند که با او حسن سلوک داشته باشند. از طرفی صلیبیان فهمیده بودند که اتحاد مصر و سوریه برای آن‌ها خطرناک خواهد بود به همین خاطر به سوریه حمله بردند که صلاح الدین آن‌ها سخت به عقب راند و شکست داد. بعد از مرگ نورالدین زنگی، صلاح‌الدین حاکم سوریه شد و آغاز به بسط قدرت خود نمود او حکومت خود را تا مصر گسترش داد و حجاز و الجزیره را نیز به تصرف درآورد در حرکت بعدی اورشلیم را از دست قوای صلیبی بیرون آورد. صلاح‌الدین شجاعانه در نبردی با ریچارد شیردل آن‌ها را مجبور به ترک تمام خاک فلسطین نمود. این سردار دلیر بعد از سال‌ها مبارزه و مقاوت در برابر تمامی دشمنان در سال ۱۱۹۳ میلادی در دمشق وفات یافت؛ و بعد از مرگش امپراتوری او میان فرزندانش تقسیم شد. افضل به حکومت دمشق رسید. عزیز در قاهره و ظهیر در حلب حکومت کردند بعداً حکومت آن‌ها به روسای محلی منتقل شد. تنها حلب تا سال ۱۳۹۰ در اختیار خاندان ایوبی قرار داشت.
هم‌زمان با روی کار آمدن ترکمن‌های سلجوقی در سال ۵۱۲ هجری قمری (۱۱۱۸ میلادی) و پادشاهی سلطان احمد سنجر، برای اولین بار  ایالتی به نام کردستان در محدوده ایالت جبال (کوهستان) به مرکزیت شهر کرمانشاه تأسیس و نام «کردستان» برای نخستین بار استفاده شد. این نام در منابع تاریخی از سال ۱۱۵۱ میلادی برای محدوده‌ای در غرب خاورمیانه آن زمان کاربرد داشته‌است.
اتابکان ترک نیز مدت مدیدی قلمرو کردها را زیر قدرت خود داشتند؛ که تعدای از آن‌ها بر این مناطق حکومت کردند از قبیل:
۱) نوادگان سبکتکین (۱۱۴۴–۱۲۳۲) در اطراف اربیل که اولین آن‌ها زین الدین علی پسر کوچک سبکتکین است.
۲) اورتوکی‌ها (۱۱۰۱–۱۳۱۲) که اولین حکمران آن‌ها ارتوک است؛ که بر دیار بکر و مدتی بر حلب و ماردین حکومت می‌کردند.
۳) شاهان ارمنی (۱۱۰۰–۱۲۰۷) که موسی لهنا لقمان قبطی است. در این دوره تعدادی از اینان به دلیل مراوده با اعراب، عرب شده بودند ولی متأسفانه کردها تلاشی برای از بین بردن آن‌ها انجام ندادند ولی با این وجود زبان خویش را حفظ کردند. بعد از حمله مغولان به ایران، به دنبال جنگ و زدوخورد جلال الدین خوارزمشاه با آن‌ها و فرار او به مناطق شرقی و سپس ورود به ایران وآمدن به مناطق کردنشین، مغولها سراسر ایران برای از بین بردن جلال الدین درهم نوردیدند. سلطلانجلال الدین مدتی در غرب ایران حکومت کرد که با روسای محلی و اتابکان درگیر شد از آنجا که بعضی از این سران کرد بودند و در سال ۱۲۱۳ میلادی سلطان جلال الدین خوارزمشاه توسط یک کرد در منطقه دیاربکرکشته شد. هلاکوخان مغول نیز بعد فتح نواحی مرکزی ایران و قلاع اسماعیلیه از طریق همدان و کرمانشاه به بغداد رفت و آخرین خلیفه عباسی را اسیر و به طرز فجیعی مقتول کرد. در این زمان دیگر مناطق کردنشین از خطر مغول در امان نبودند. در سال ۱۲۵۹ میلادی دو لشکر از سه لشکر مغول تمام نواحی کردنشین را در هم درنوردیده و به طرف دریاچه وان رهسپار شدند. در این درگیری‌ها غیر از میافارقین که یکی از ایوبی‌ها به نام کامل محمد مقاومتی به خرج داد بقیه مناطق بدون خونریزی شدید به دست مغول‌ها افتاد.
در سال ۱۲۹۷ م کردها اربیل را محاصره نمودند و به لشکر مغول حمله کردند. بعد از مسلمان شدن ایلخان مغول به نام محمد خدابنده کردها به دلیل مسلمان بودن با او همکاری بیشتری نمودند. با ضعیف شدن ایلخانان مغول امیران مغولی: امیر چوپان و حسن بزرگ قدرت را تا مدتی در دست داشتند که عاقبت ایلخانان در سال ۱۳۴۹ میلادی منقرض شدند. آمدن و رفتن فرمانروایان ادامه داشت تا اینکه قدرت به جلایریان رسید که بعدها مناطق کردنشین به بایزید رسد. بعد از خاندان جلایری قراقویونلوها حکومتی در کردستان تشکیل دادند که بعدها توسط آق قویونلوها از این مناطق به عقب رانده شدند.
با ظهور تیمور گورکانی مناطق دیاربکر و ماردین به تصرف تیمور لنگ افتاد. در حملات تیمور به دلیل اینکه کردها چادرنشین بودند و به کوهستان‌ها پناه برده بودند کمتر آسیب دیدند؛ بنابراین تا دروره صفویان سرزمینی که امروزه به کردستان مشهور است یک قسمت آن را جزیره و قسمت دیگر را اردلان می‌نامند. گاه تحت حکومت جلایریان گاه آق قویونلوها و گاه قراقویونلوها بوده‌است؛ که اینان خود به دست صفویان از بین رفتند.
در دوره صفویان با روی کار آمدن شاه اسماعیل اولین کاری که کرد رسمی‌کردن مذهب شیعه‌گری بود که این مسئله باعث شد کردها که اکثراً سنی مذهب بودند به ایران بی‌اعتماد و به عثمانی مطمئن و متکی گردند. سلطان سلیم با شکست دادن شاه اسماعیل در جنگ چالدران کردها را وارد عرصه نوینی کرد به طوری که پس از شکست شاه اسماعیل ۲۵ حکمران کرد به دولت عثمانی گرویدند و از این زمان مسئله مرزها جزء عوامل اختلاف ایران و عثمانی بود. کردها در این زمان که دو دولت عثمانی و ایران به آن‌ها نیاز اساسی داشتند بیشتر پی به اهمیت سیاسی خود بردند و این بود گاه به دلیل ظلم وستم و سنگینی مالیات علیه یکی از حکومت‌ها شورش کرده و به آن طرف مرز رفتند و با دیگر کردها در کمین فرصت شدند تا به مناطق خود برگردند. شرف‌الدین بدلیسی حدود کردستان را در روزگار صفوی و در کتاب شرف نامه خود ذکر می‌کند و در شرفنامه سرزمین کردستان و حکام کرد را برمی‌شمارد.
بخش عمده سرزمین کردستان بر اثر حمله امپراتوری عثمانی به دولت صفوی در جنگ چالدران در سال ۱۵۱۴ میلادی از تحت تصرف دولت صفوی ایران جدا شد و امروزه به نام کردستان ترکیه، کردستان عراق و کردستان سوریه ضمیمهٔ خاک کشورهای ترکیه، عراق و سوریه شده‌اند. پس از جنگ چالدران نیز مناطق جداشده، بارها بین ایران و عثمانی دست به دست شده‌اند و هر دو طرف قیام‌های کردها برای خودمختاری را سرکوب کردند.
جنگ چالدران پیوندهای هزاران ساله بخش بزرگی از کردستان را با سرزمین آبا و اجدادی خود ایران قطع کرد. بر اثر شکست حکومت صفویه در جنگ با امپراتوری عثمانی در سال ۱۵۱۴ میلادی بخش بزرگی از کردستان از ایران جدا و به امپراتوری عثمانی الحاق شد. نبرد چالدران بین شاه اسماعیل صفوی و سلطان سلیم پادشاه عثمانی در حالی صورت گرفت که ارتش صفوی طی جنگی نابرابر از نظر تکنیک‌های نظامی، غافلگیرانه شکست خورد و این‌گونه بود که بخش‌های وسیعی از بیست امارت کردنشین (که دو سوم کل مناطق کردنشین ایران را تشکیل می‌دادند) به ویژه حاکم‌نشین بدلیس در قلمرو عثمانی قرار گرفت. کردستان ترکیه، کردستان عراق و کردستان سوریه هم‌اکنون جزئی از خاک سه کشور ترکیه، عراق، و سوریه هستند، این سه کشور پس از جنگ جهانی اول و فروپاشی عثمانی با توافق انگلستان در سال ۱۹۲۳ تأسیس شدند.

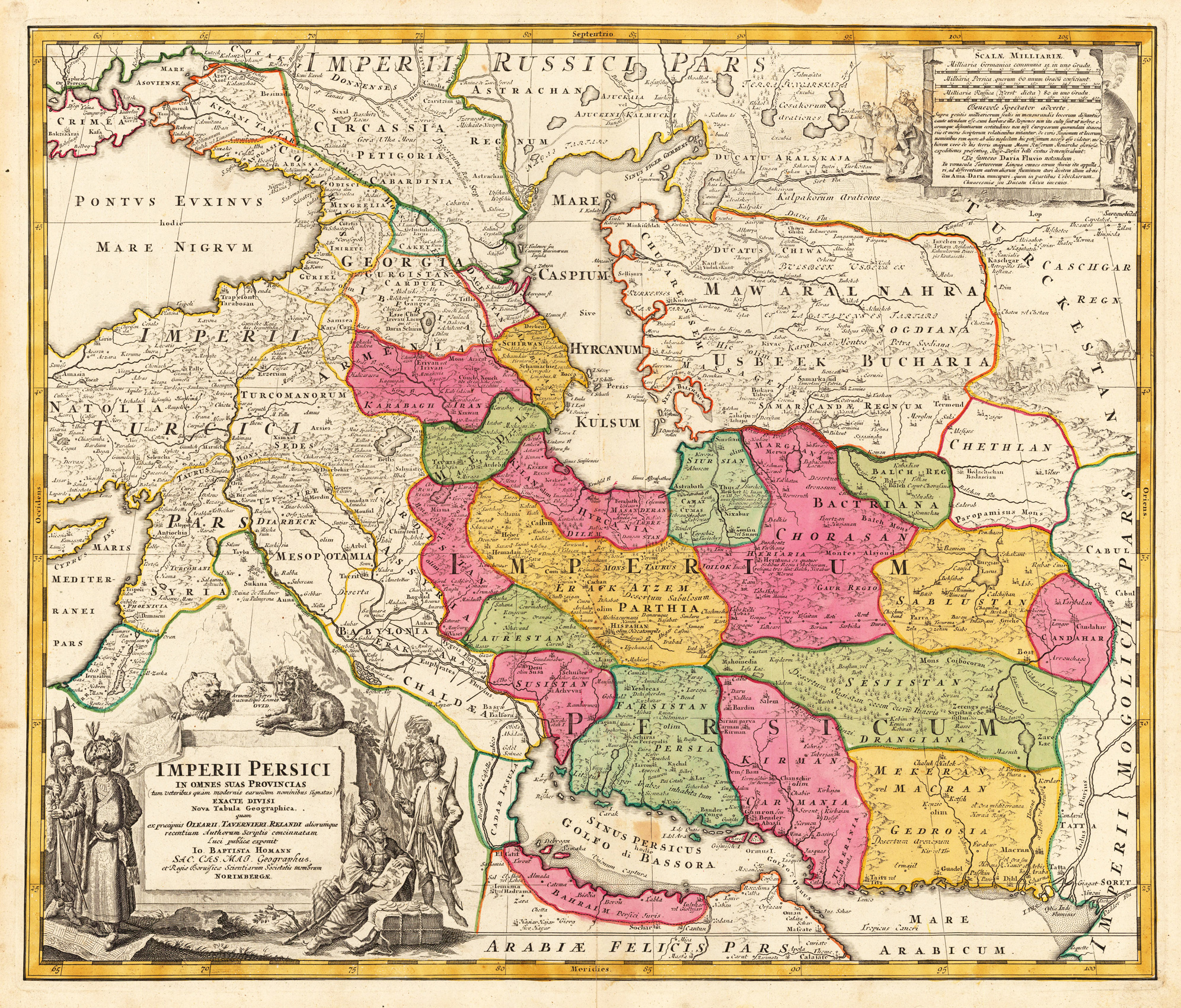
کردستان در حدود سال‌های ۱۷۰۰ تا ۱۷۲۰ میلادی در غرب ایران مشخص است

تاریخ مشترک کردها با ترک‌ها پس از جنگ چالدران و پس از فروپاشی امپراتوری عثمانی با ترک‌ها و عرب‌ها و ایرانیان ادامه یافت. امپراتوری عثمانی سال‌ها بر بخش جداشده سرزمین کردستان از دولت صفوی فرمان راند تا اینکه با پایان جنگ جهانی اول و نابودی امپراتوری عثمانی متصرفات آن: سرزمین کردستان، سرزمین‌های عربی، آسیای کوچک و بالکان به دست پیروزمندان جنگ جهانی اول، امپراتوری بریتانیا و جمهوری سوم فرانسه تقسیم شدند.
پس از فروپاشی امپراتوری عثمانی، بسیاری از کردها به فکر تشکیل کشوری مستقل به نام «کردستان» افتادند. امپراتوری بریتانیا و جمهوری سوم فرانسه در جریان امضای پیمان سِور در سال ۱۹۲۰ گفتند که این هدف می‌تواند بدست آید. اما آنها در سال ۱۹۲۳ با امضای پیمان لوزان که مرزهای ترکیه امروزی را مشخص می‌کرد و در آن پیش‌بینی‌ تاسیس یک کشور کرد وجود نداشت زیر قول خود زدند. در نتیجه، کردها به اقلیت در کشورهای باقی ماند از عثمانی تبدیل شدند و در همه سال‌های پس از آن تمام تلاش‌های آنها برای تشکیل یک کشور مستقل سرکوب شد.

## زبان و ویژگی‌های جسمانی
به نظر دانشمندان زبان‌شناس و شرق‌شناس قبایل ماد و پارس همزبان بوده و هر دو به یک گویش سخن می‌گفته‌اند. مادها در سال ۶۱۲ پیش از میلاد مسیح امپراتوری بزرگ ماد را بنیان نهادند و بدین ترتیب زبان مادی به زبان رسمی بدل شد. از آن زمان تا هنگام انتشار اسلام در کردستان، سیزده قرن سپری شده‌است. در این مدت طولانی سرزمین ماد بزرگ و کوچک و سرزمین‌های دیگری که به سرزمین ماد ملحق شده‌اند؛ از حیث نظامی و سیاسی بسیار دست به دست شده‌اند؛ و قدرت سیاسی به دست افراد مختلفی - که زبان آن‌ها با زبان مادها متفاوت بوده‌است - افتاده‌است. هر حکومتی هم که برسر کار آمده زبان خود را به عنوان زبان رسمی تحمیل کرده‌است. در اوضاع و احوال آن روزگاران، که تمامی بنیادهای اجتماعی کم رنگ شده و رو به افول نهاده بوده‌است، این جابه جایی درقدرت نمی‌تواند از تأثیر نهادن بر این بنیادها برکنار بوده باشد. تاریخ، برخی رویدادها را ثبت کرده‌است که طی آن، سلطه سیاسی بریک سرزمین، تغییرات نژادی بنیادی و ایستایی زبان را در آن سرزمین باعث شده‌است. امروز ردپای تأثیر جابه جایی در قدرت را در شرق قلمرو امپراتوری ماد به وضوح می‌توآن دید. به عکس در بخشی از غرب سرزمین ماد، بنیادها همچنان دست نخورده مانده‌است. بلکه تسلط مادها وضعیت نژادی و زبانی برخی از سرزمین‌هایی را که بعداً به قلمرو مادها ملحق شد، تغییر داده و به مسیر توسعه مادی کشانده‌است و به موازات بخش غربی قلمرو خود، آن‌ها را توسعه داده‌است. بیشتر تاریخ شناسان پر آوازه بر این باورند که زبان پارتی (پهلوانیک)، که به نظر زبان شناسان همراه با زبان مادی در زمره زبان‌های شمال غربی، خانواده زبان‌های ایرانی جای می‌گیرند؛ بیش از دیگر زبان‌ها بر زبان کردی تأثیر نهاده‌است و امروزه رد پای این تأثیرها در گویش آیینی زبان کردی، و آواز (گورانی) دیده می‌شود.

## جاذبه‌های گردشگری

### دریاچه زریبار
در بین جاذبه‌های فراوان کردستان، دریاچه زریبار به عنوان بزرگ‌ترین چشمه آب شیرین جهان، از زیبایی خاصی برخوردار است. دریاچه زریبار یا به عبارت بهتر تالاب آب شیرین زریبار، دریاچه‌ای با آب شیرین و از نوع دریاچه‌های زمین‌ساخت صفحه‌ای (تکنونیکی) است و به دوره نوزیستی سوم زمین‌شناسی (سنوزوئیک) بر می‌گردد. این دریاچه با جاذبه منحصر به فرد، مهم‌ترین تالاب استان کردستان به‌شمار می‌رود. دریاچه زریبار در فاصله ۲ کیلومتری شمال‌غربی شهر مریوان و در ارتفاع ۱۲۸۵ متری از سطح دریا و در طول جغرافیایی ′۸°۴۶ و عرض جغرافیایی ′۳۲°۳۵ قرار گرفته‌است، که شرق و غرب آن را دو رشته کوه پوشیده از جنگل‌های بلوط و دار مازو دربر گرفته‌است. در شمال و جنوب آن نیز، دشت‌های سرسبز بیلو و مریوان واقع شده‌اند.

### غار کرفتو
غار کَرَفتو، غاری در ۳۱ کیلومتری شمال غرب شهر دیواندره در استان کردستان است. این غار، یک غار آهکی است که در دوران سوم زمین‌شناسی شکل گرفته‌است. بخش‌هایی از این غار، دست‌کَند است و کتیبه‌هایی از دوران پیش از تاریخ دارد. آثار تاریخی موجود در این غار مربوط به سده ۳ (میلادی) هستند. این غار، در بخش کرفتو از توابع دیواندره واقع شده و در تاریخ ۲۰ بهمن ۱۳۱۸ با شماره ثبت ۳۳۰ به‌عنوان یکی از آثار ملی ایران به ثبت رسیده‌است. کتیبه‌ای یونانی بر سردر یکی از اتاق‌های طبقه سوم این غار وجود دارد که از این غار به عنوان معبد هراکلیوس نام برده‌است.

### غار و تپه قلایچی
همچنین آثار تاریخی شهرستان بوکان از جمله غار قلایچی و تپه قلایچی که به عقیده بسیاری از مورخان و باستان شناسان ایرانی و خارجی ۳٬۰۰۰ سال قدمت دارد و پایتخت حکومت منائیان بوده‌است.

### سنگ‌های کرمانشاه
کاوش در منطقه «حجیج» در شمال غرب استان کرمانشاه علاوه بر کشف دست ساخته‌های سنگی با قدمت ۴۰ هزار سال، با نمایان شدن نشانه‌هایی از دوره فراپارینه‌سنگی نیز همراه بود. نتایج اولیه برنامه پژوهشی شناسایی و کاوش در مکان‌های پارینه‌سنگی منطقه حجیج در شمال غرب استان کرمانشاه نشانه‌ای از وجود آثار سکونت انسان‌های نخستین در این منطقه است. انجام این کاوش در چند پناهگاه صخره‌ای در نزدیکی روستای حجیج، منجر به شناسایی بقایای فرهنگی دوره پارینه‌سنگی میانی شده‌است. تا پیش از این، شناخت باستان‌شناسان از دوره‌های پارینه‌سنگی این منطقه بسیار محدود بوده و این کاوش‌های باستان‌شناختی علاوه بر جنبه حفظ، ثبت و ضبط روشمند اطلاعات این مکان‌ها، نقش بسزایی در افزایش آگاهی از زندگی و محدوده پراکنش انسان‌های دوره پارینه‌سنگی در منطقه حجیج و شمال غرب کرمانشاه دارند. همچنین چند مکان با آثار دوره پارینه‌سنگی در اورامان شناسایی شده‌اند که قدیمی‌ترین آن‌ها در نزدیکی حجیج قرار دارد و متعلق به دوره پارینه‌سنگی میانی است.
یافته‌های به‌دست آمده از یکی از این مکان‌ها عمدتاً دست ساخته‌های سنگی مانند سنگ مادرهای شعاعی تراشه و خراشنده‌اند که کم و بیش نشان دهنده ویژگی‌های ابزارسازی صنعت «موستری» زاگرس و تا حدودی نیز متفاوت و دارای ویژگی‌های خاص محلی هستند.

## محدوده قومی

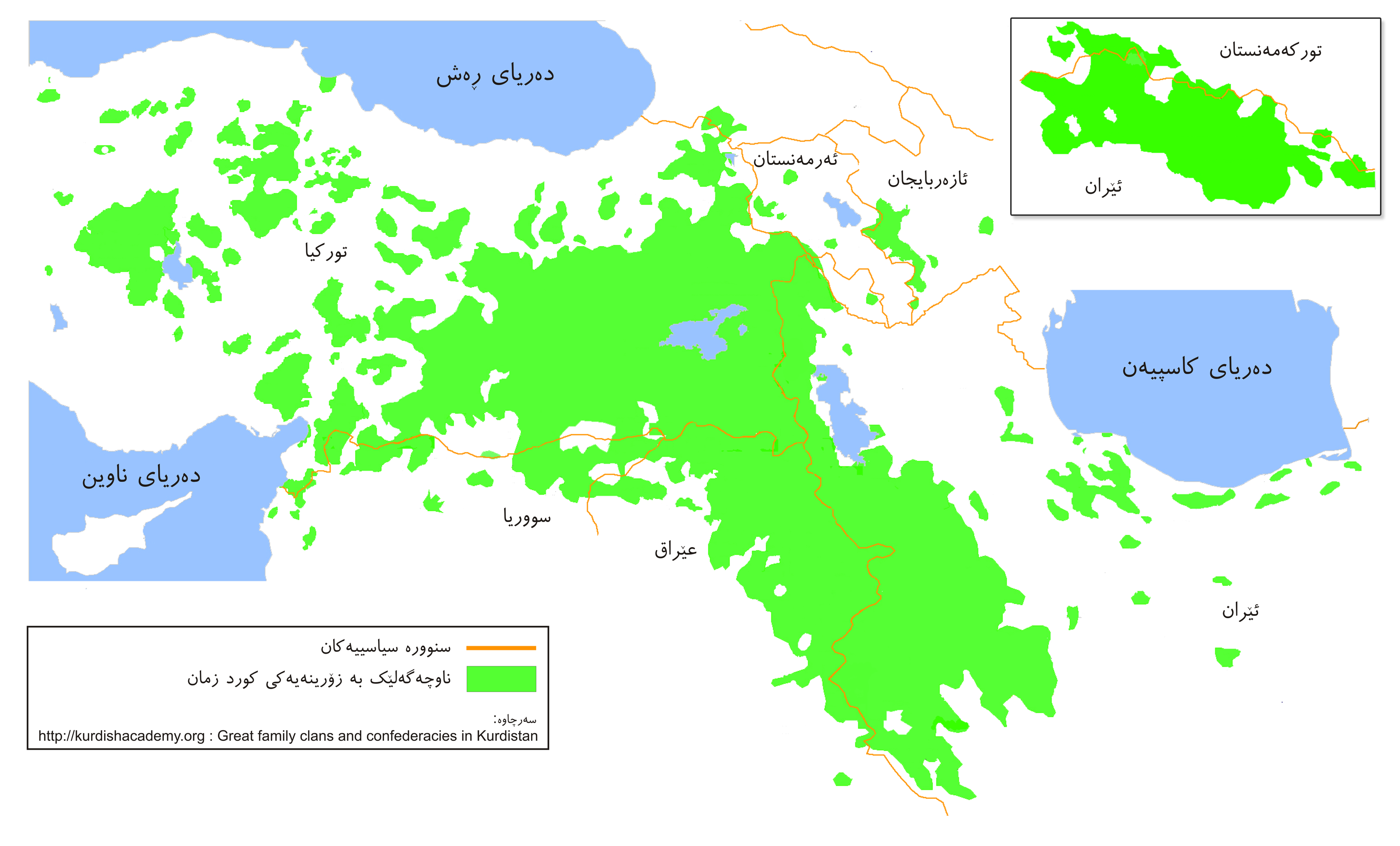
مناطق کرد نشین

مردم کرد از از اقوام اصیلی هستند که در بسیاری از نقاط ایران و نیز در بخش‌های دیگری از خاورمیانه و آسیای مرکزی زندگی می‌کنند. روشن است که محدوده تاریخی و سیاسی کردستان با محدوده قومی واقعی آن منطبق نیست؛ بنابراین محدوده هریک از سرزمین‌های مورد نظر باید کم و بیش، حدودی تعریف شوند.
در حالی که کردهای بسیاری در خارج از کردستان قومی زندگی می‌کنند، بسیاری از غیر کردها هم در کردستان زندگی می‌کنند. در کردستان ترکیه، ترک‌ها همه جا هستند ولی در شمال، برخی اوست‌ها و چرکس‌ها و در جنوب برخی مسیحیان سیریاک و یاکوبی هم زندگی می‌کنندو ارمنی‌ها نیز کاملاً محو شده‌اند. در ایران، در غرب دریاچه ارومیه و در عراق در منطقه دهوک-زاخو و کرکوک برخی کلدانی‌ها و آشوریان و در شهرهای اندکی ارمنی‌ها زندگی می‌کنند. یهودیان که زمانی حضور زیادی داشتند از ۱۹۴۸ همگی مهاجرت کرده‌اند. در کرکوک برخی ترکمن‌ها زندگی می‌کنند.

### کردستان ترکیه

مناطق کردنشین ترکیه

در ترکیه، کردها در سرتاسر ناحیه شرقی کشور زندگی می‌کنند. بنا بر تروتر، حد محدوده‌شان به شمال خط دیویغی-ارزروم-قارص بود. در ناحیه ارزروم خصوصاً در شرق و جنوب شرق یافت می‌شوند. کردها همچنین شیب‌های غربی کوه آرارات، باشندگان اصلی بخش‌های کاقیزمان و توزلوجا‌اند. در غرب، آن‌ها در کمربند پهنی ماورای فرات و در ناحیه سیواس، بخش‌های کانغالی و دیوریغی حضور دارند. کل منطقه شامل نواحی شرق و جنوب شرقی این حدود می‌شود. برخی گروه‌های مهم کرد در هیمنه و در شهرهای بزرگ استانبول، آنکارا و ازمیر هستند. به اختصار از ۸۱ استان ترکیه، کردها در ۲۱ استان زندگی می‌کنند؛ که در شمال شرقی، استان‌های ارزنجان، ارزروم و قارص، در مرکز، از غرب به شرق و شمال به جنوب استان‌های ملطیه، تونج‌ایلی، الازیغ، موش، کاراکوزه (اغری)، سپس آدیامان، دیاربکر، سعرد، بیتلیس، و وان، نهایتاً استان‌های جنوبی شانلی‌اورفه، ماردین و چلامریک (حکاری) هستند.
همچنین جمعیت شایان توجهی از کردها در سراسر فلات آناتولی تا کرانه‌های دریای مدیترانه پراکنده‌اند. این جمعیت که بیش‌تر کردهای آناتولی مرکزی خوانده می‌شوند بیش‌تر باشندگان برخی استان‌های مرکزی آناتولی چون استان قونیه را شکل می‌دهند. بیشتر جمعیت کردهای ترکیه سنی‌مذهب هستند، اما جمعیت قابل توجهی از آنان را نیز علوی‌ها تشکیل می‌دهند.

### کردستان ایران
مردم کُرد، اقوام آریایی تباری هستند که در تاریخ کهن ایران زمین، با توجه به پیشینه غنی تاریخی فرهنگی، بخشی پراهمیت و انکارناپذیر از تاریخ کهن ۸۰۰۰ ساله سرزمین ایران ویج را تشکیل داده‌است، کردها در سراسر ایران در استان‌های کردستان، ایلام، کرمانشاه، آذربایجان غربی، خراسان شمالی، خراسان رضوی، گیلان، مازندران و استان‌های البرز، قم، قزوین، زندگی می‌کنند.
در ایران، کُردها در تمام استان کردستان و استان کرمانشاه؛ استان آذربایجان غربی در شهرهای پیرانشهر، مهاباد، ارومیه ،میاندوآب، خوی، ماکو، سلماس، چالدران، پلدشت، اشنویه، نقده، سردشت، بوکان، شاهین‌دژ و تکاب؛ در تمام استان ایلام به جز شهرستان دره شهر وجود دارند.
همچنین در گروه‌های جداگانه دیگری از کردها در خراسان نظیر بجنورد، قوچان، درگز، کلات، شیروان، فاروج، مانه و سملقان، اسفراین و در استان فارس مانند آباده و کرمان نیز زندگی می‌کنند. کردهای زیادی در کلانشهرهای بزرگی چون حومه تهران و مشهد زندگی می‌کنند. در شرق و خارج از ایران، ایل مهم کردی در بلوچستان یافت می‌شود. شهر کرمانشاه پرجمعیت‌ترین شهر کردنشین ایران است.
طوایف کرد در ایران
فهرستی از ایل‌ها و طوایف‌های کُرد در استان‌های ایران:
کُردهای آذربایجان غربی:
کُردهای ماکو و خوی: ایل میلان، شیخکانلو، بلخکانلو، ایل جلالی، حیدرلو، و طایفه‌های ایل شکاک در سلماس و غرب ارومیه (مامدی، عبدویی، اطمانی، ایوری بیگ‌زاده، کردهای منطقه مرگور و ترگور ایل هرکی و…)
کُردهای منطقه اشنویه: ایل زرزا، ایل هرکی، ایل سادات
کُردهای منطقه پیرانشهر: پیران، مامش و منگور
کُردهای منطقه مهاباد: ایل‌ها و طایفه‌های گورک، منگور، دهبکری و…
کُردهای منطقه سردشت: ایل‌ها و طایفه‌های باسک کوله، بریاجی، پیشدری، کلاسی و…
کُردهای منطقه نقده: منگور، مامش، ایل شکاک و…
کردهای خراسان:
ایل‌های کُرد خراسان بیشتر در شمال خراسان واقع است که شامل ایل‌های زعفرانلو، ایل کرد افشار، ایل مرادخانی، ایل توپی‌ها، ایل مژدکانی‌ها، ایل زعفرانی‌ها، ایل ملکشاهی، ایل شوهان، ایل زنگنه هستند.
کُردهای استان کردستان:
کردهای منطقه بانه: طایفه‌های شهیدی، بهرام بیگی، احمدی، توکلی، لطف‌الله بیگی و…
کُردهای منطقه سقز: فیض الله بیگی، گورک، تیله کوهی، جاف، سقز، کلالی و افشار و…
کُردهای منطقه سنندج: طایفه‌های اردلان، حبیبی، کلماسی، زند، فهیمی، آصف، اردلان، شاه ویسی، بابان، وکیل، صادق وزیری مسعود وزیری، معتمد وزیری، آصف وزیری، مردوخی و…
کردهای منطقه کامیاران: طایفه‌های کمانگر، لطف‌الله بیگی، شهیدی، کشککی احمدی.
کردهای ایلام: ایل ارکوازی، ایل ملکشاهی، شوهان، ایل خزل، ایل زرگوش، ایل ناصرعالی و ایل کلهر و طوایف ماسپی، علی شروان، دهبالایی و ریزه وند.
کُردهای کرمانشاه: ایل‌ها و طایفه‌های زنگنه، سنجابی، قبادی، چوپان، کاوه، باباخانی، ولدبیگی، مصطفی سلطانی، کانی سانی. کردهای منطقه جوانرود: عناقی، امامی، رستم بیگی، باباخانی و …
کردهای ایلام: ایل پنجستون، ایل ملکشاهی، ایل قجر، ایل کرد، ایل کلهر، ایل خزل، ایل ارکوازی، ایل ریزه وند، ایل شوهان، ایل علیشروان، ایل طولابی، ایل بیری، ایل جایروند، ایل زرگوش، ایل ناصر عالی ،ایل میشخاص، ایل عالی بیگی، ایل بولی، ایل ده بالایی، ایل پهله، طایفه ماسپی، طایفه ملخطاوی، طایفه مموس، طایفه دوستعلی وند کرد، طایفه گَرِکی کرد، طایفه مورتی، طایفه باباهای حاجی بختیار، طایفه گُمار، طایفه آهنگر قطب‌الدین، طایفه صیفی، طایفه پیرانی، طایفه سوره میری

### اقلیم کردستان عراق
در عراق کُردها در شمال و شمال شرقی کشور در استان‌های اربیل، سلیمانیه، دهوک و قسمت‌هایی از استان‌های نینوا، دیاله، کرکوک و صلاح‌الدین حضور دارند. سمچر و شیخان مردمی یزیدی دارند. لواهای کرکوک اربیل و سلیمانی تماماً کرد و لوای دیاله، ناحیه‌های خانقین و مندلی که در آن کردهای ایران از غرب زاگرس همسایه‌اند. کردهای در بغداد و موصل پرشمارند.
جدا از اشتراکات دیرینه تاریخی و فرهنگی کهن میان ایرانیان و کردهای عراق، مانند اسطوره‌ها و آئین‌هایی چون نوروز، حکومت‌های معاصر ایران نیز ارتباط خوبی با کردهای عراق داشته‌اند. پس از انقلاب ۱۳۵۷ ایران جمهوری اسلامی ارتباط خود با دو حزب مهم کردی عراق حزب دموکرات کردستان عراق و اتحادیه میهنی کردستان حفظ کرده‌است. بسیاری از زخمی‌های خیزش شعبانیه در سال ۱۹۹۱ میلادی در بیمارستان‌های ایران درمان شدند. بسیاری مردم عادی (برای کار) و رهبران کرد (به خاطر مسائل سیاسی) در ایران زندگی کرده‌اند. برای نمونه، مسعود بارزانی متولد مهاباد است. در جنگ ایران و عراق نیز کردهای مبارز علیه صدام، همکاری‌های وسیعی با ایران داشتند. در دهه ۱۹۹۰ میلادی در جریان درگیری میان دو حزب عمده کرد، ایران و آمریکا میانجیگر صلح بین آن‌ها بودند.

### کردستان سوریه
در سوریه آن‌ها در سه بخش شمال کشور و در جنوب اتوبانی که سرحدی را شکل می‌دهد حضور داشته و با همتایانشان در ترکیه در تماس مستقیم هستند. کمربندی ۴۰ کیلومتری در داغ کرد؛ گروهی در محدوه ۶۰x۴۰ کیلومتری در شرق فرات در نزدیکی جرابلس و نهایتاً کمربندی ۲۵۰ کیلومتری در ۳۰ کیلومتری در جزیره بین خابور حضور دارند. دمشق، حمات و حلب هزاران کرد دارند.

### قفقاز
در ماوراء قفقاز، هنوز کردهایی زندگی می‌کنند. در ارمنستان در رایون‌های اپران، بسرگچر، هوکتمبریا تالین و اچمیادزین، در جمهوری آذربایجان ۲۵ روستا در رایون‌های کلباجان، لاچین و کوباتلی هستند. کردهایی در باکو، ایروان و تفلیس زندگی می‌کنند.

## آداب و رسوم

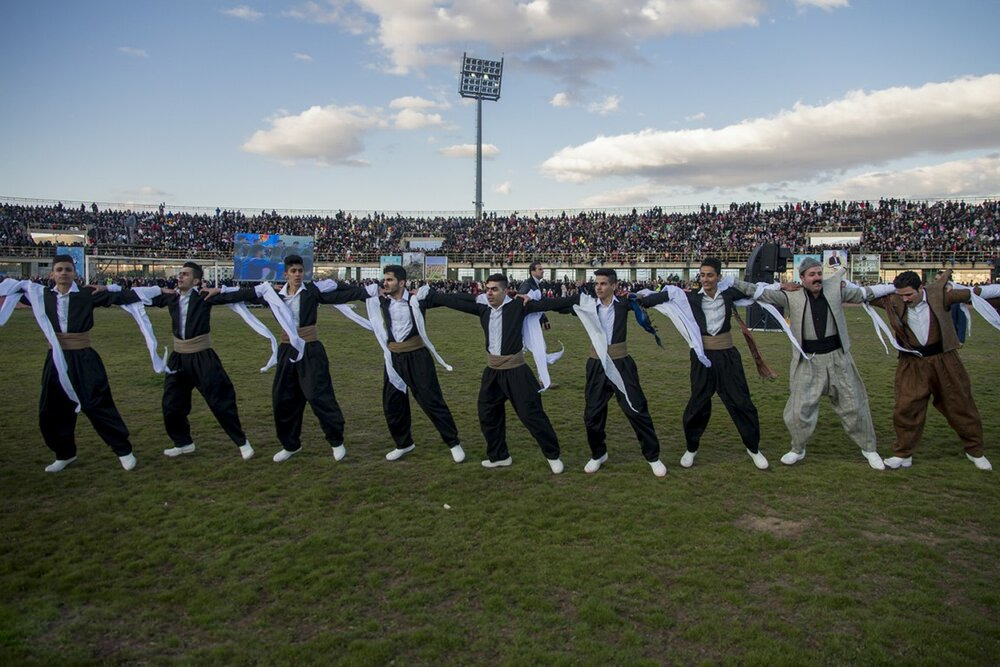
جشن نوروز ۹۸ در استادیوم سنندج

کردها همچون دیگر ایرانیان از اعتقادات کهنی همچون احترام به پاکیزگی آب، خاک و آتش برخوردار بوده‌اند وآیین‌های ایرانی، مانند نوروز، مهرگان، و سده، میان کردان با شکوه بی‌مانندی برپا می‌گردد و از تقدسی ویژه برخوردار است تا امروز هم در میان گروه‌های بزرگی از کردان که به فرقه‌های کهن دینی این سرزمین منسوبند، ردپای بسیاری از باورهای «مغانی»، «مزدکی»، «زروانی» و «مانوی» دیده می‌شود که نمادی از اعتقاد مشترک باستانی آنان با کیش‌های ملی ایرانی است؛ که هم‌اکنون نیز بسیاری از رسوم کهن ایرانی همچون جشن‌های نوروز و چهارشنبه‌سوری با شکوه منحصر به فرد در مناطق کردنشین پاس داشته می‌شود. بوکه باران، از آداب و رسوم باران خواهی در کردستان است که در ایام خشکسالی یا سال‌هایی که میزان بارندگی آن کم است برگزار می‌شود. بوک به معنی عروسک است. دختران نوجوان روستا با استفاده از دو تکه چوب عروسکی ساخته و لباسی از پارچه‌های رنگی بر تن آن عروسک می‌پوشانند و برای آن سربندی درست می‌کنند. سپس آن عروسک را در دست می‌گیرند و در حالی که شعر می‌خوانند در کوچه‌ها می‌گردند. هنگام عبور «بوکه باران» از کوچه‌ها اهالی بر آن عروسک آب می‌پاشند به نیت این که باران و گندم در آن سال فراوان باشد. اهالی هدایایی مانند تخم مرغ، پول یا گردو به دختران می‌دهند. دختران پس از گذراندن بوک (عروسک) از همه کوچه‌ها آن را به قبرستان یا زیارتگاه موجود در روستا می‌برند، سپس آن را می‌سوزانند یا به آب می‌اندازند و هدایای جمع‌آوری شده را بین خود تقسیم می‌کنند. اهالی روستای هشمیز از دهستان ژاورود شرقی، بخش مرکزی شهر سنندج در منطقه‌ای سرد و خشک در ۳۶ کیلومتری جنوب غرب سنندج به این عروسک «وه‌وی چووینه»(vaviâcuwina) گویند و آن عروسک چوبی را در گهواره ای گذاشته و می‌چرخانند. این دختران هنگام چرخاندن عروسک در کوچه‌ها اشعاری را آواز وار و آهنگین و به صورت دسته جمعی می‌خوانند.
رشید یاسمی” می‌نویسد: «کردها در اصل از نسل مادها هستند که پس از فروپاشی امپراتوری ماد همواره علیه امپراتوری‌های غیر کرد حاکم بر کردستان قیام کردند . تمام سرزمین کردنشین  تا سال ۱۵۱۴ میلادی یکی از ایالات ایران بودند. کردها در سراسر ایران و نیز در بخش‌های دیگری از خاورمیانه و آسیای مرکزی زندگی می‌کنند. کردها دارای تاریخ درهم تنیده با دیگر ایرانیان هستند و به گویش‌ها و لهجه‌های مختلف از زبان کردی سخن می‌گویند.
نامدارترین فرد کرد، صلاح‌الدین ایوبی فاتح جنگ‌های صلیبی و فرمانروای مصر است. توان قدرت و خصوصیات جنگی صلاح‌الدین او را به عنوان یکی از قهرمانان افسانه‌ای جهان اسلام درآورد به طوری که کردها به داشتن چنین فرزندی افتخار می‌کنند. از شاعران کلاسیک نامدار کرد مستوره اردلان و مولوی کرد را می‌توان نام برد. امیرنظام گروسی دانشمند و سیاستمدار دوره ناصرالدین شاه قاجار و همچنین سردار عزیزخان مکری وزیر جنگ ناصرالدین شاه قاجار و میرزا رضا کلهر خطاط و پدیدآورنده خط نستعلیق از مردم کُرد بوده‌اند. درودگری، قالی و جاجیم و گلیم بافی (به ویژه قالی بیجار) و فرش و قالیچه سنه (سنندج) از صنایع دستی عمده کردها است و گره قالی سنه (سنندج) که به گره نامتقارن یا گره سنه (گره فارسی) مشهور است و برخلاف گره فرش ترکی (متقارن) است بافته می‌شود.

## دین و مذهب در جامعهٔ کُردها
در راب با دین کُردها تا قبل از آمدن مسیحیت و اسلام اطلاع دقیقی در دست نیست. نمی‌توان گفت که کردها به کیش زرتشتی اعتقاد داشته‌اند یا اینکه سنت‌های دینی دیگر ازجمله مهرپرستی را در درون خود حفظ کرده‌بوده‌اند یا اینکه تحت تأثیر ادیان همسایگان آشوری و بابلی خود قرار داشته‌اند. در دوره‌ای مسیحیت در جغرافیای کنونی کردستان رشد داشته‌است. همچنین ادیان مانوی و مزدکی در مردم کُرد اثرگذار بوده‌اند. با آغاز حملات اعراب مسلمان در سال‌های (۶۳۴–۶۴۲م) نواحی اربیل، موصل و نصیبین که کردنشین بودند به تصرف مسلمانان درآمد پس از عمر ابن خطاب، در دوره جانشینش عثمان ابن عفان نیز مناطق شمالی کردها و مناطق قفقاز به تصرف درآمد که عدم دخالت مسلمانان باعث شد تا بخش اعظم کُردها به دین اسلام بگروند و مسلمان شوند.
از نظر دین و مذهب، در کردستان مذاهب متعددی وجود دارد. بیشتر کُردها مسلمان سنی (عمدتاً شافعی) و جمعیت قابل توجهی نیز از طایفه اردلان که خود را کرد می‌دانند یا شیعه شده‌اند یا از قبل شیعه بودند ولی اردلان‌های سنی در سنندج نیز وجود دارند. جمعیت قابل توجهی از کُردها پیروی ادیانی نظیر علوی، یارسان، ایزدی و شبک هستند که به صورت ویزه در کردستان پدید آمده‌اند. علاوه بر این اقلیتی از کردها نیز پیروی ادیان مسیحی، یهودی و بهایی هستند. در رابطه با کُردهای بدون اعتقاد مذهبی آمار و اطلاعاتی در دست نیست.

## نگارخانه

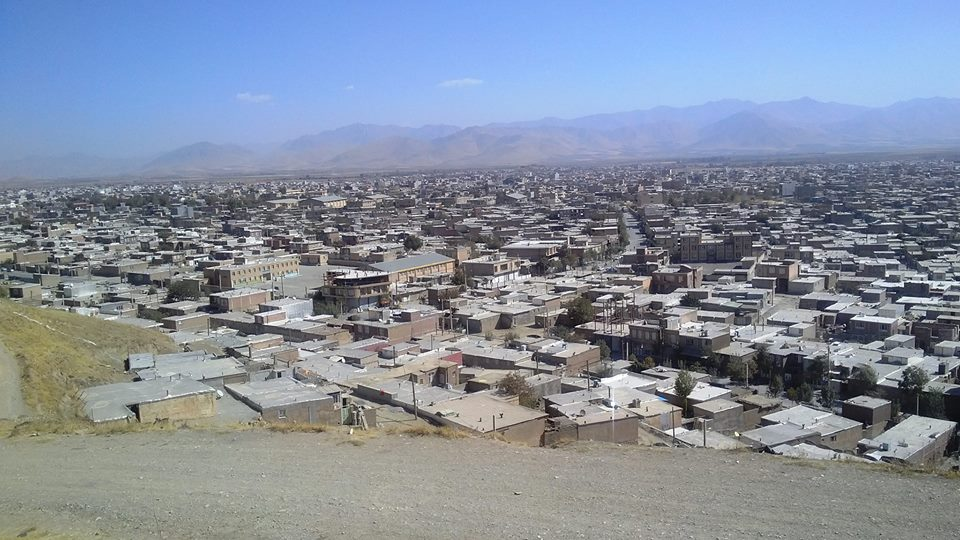
پیرانشهر، استان آذربایجان غربی ایران
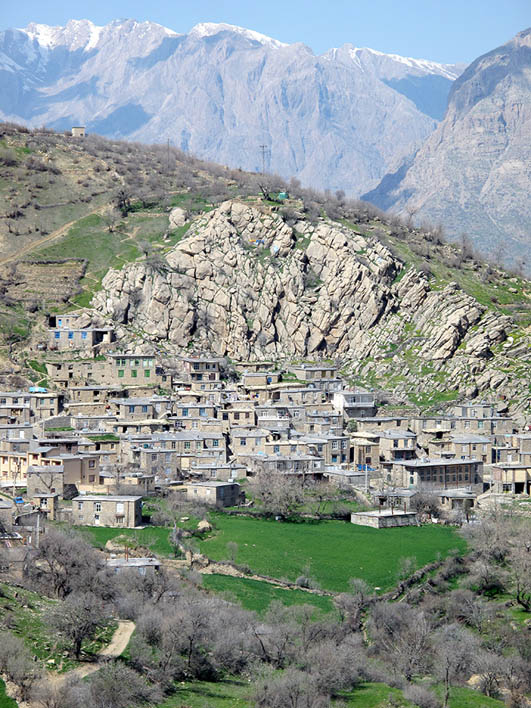
یک روستای کوهستانی در اورامان
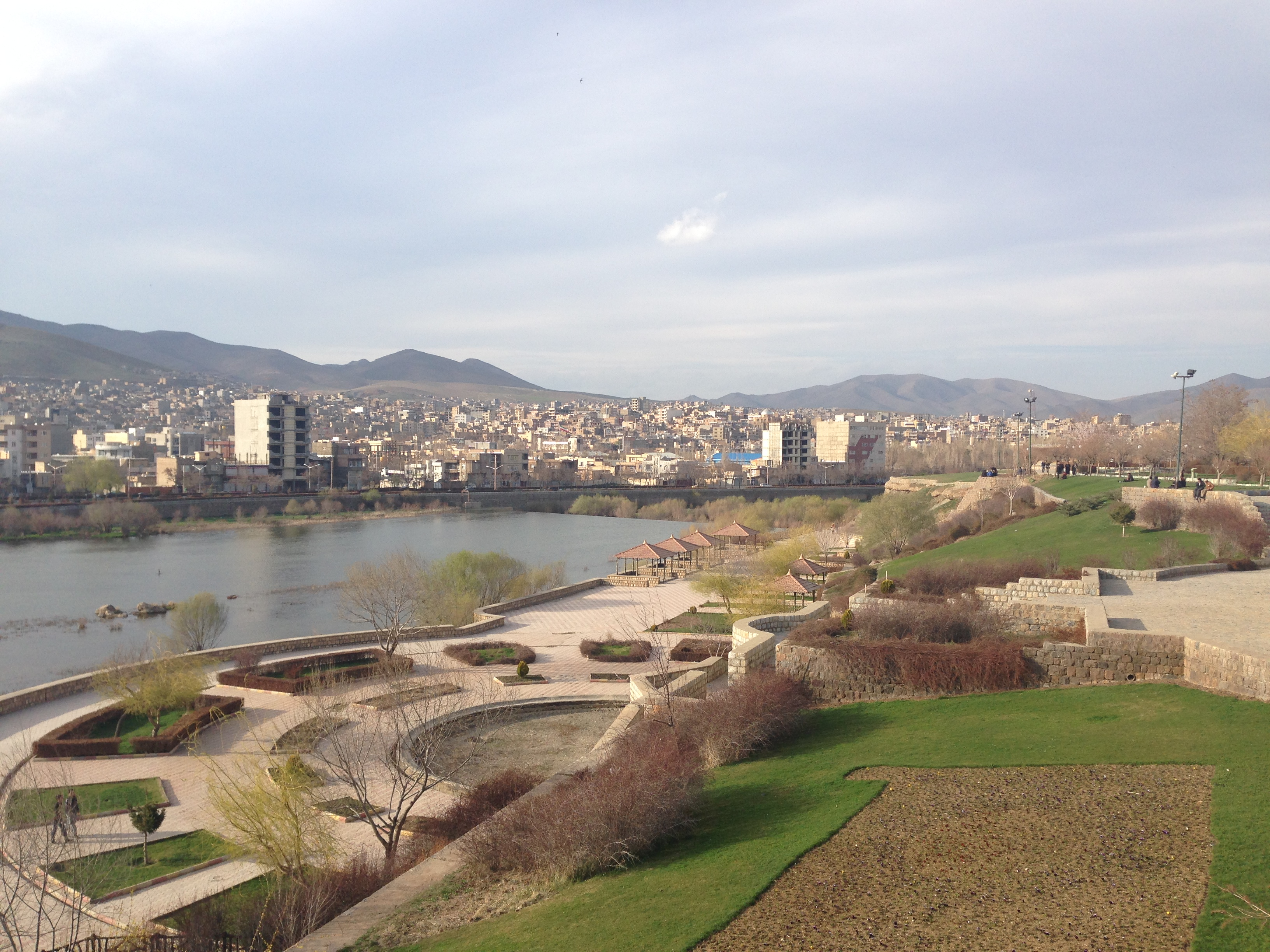
سقز، استان کردستان ایران
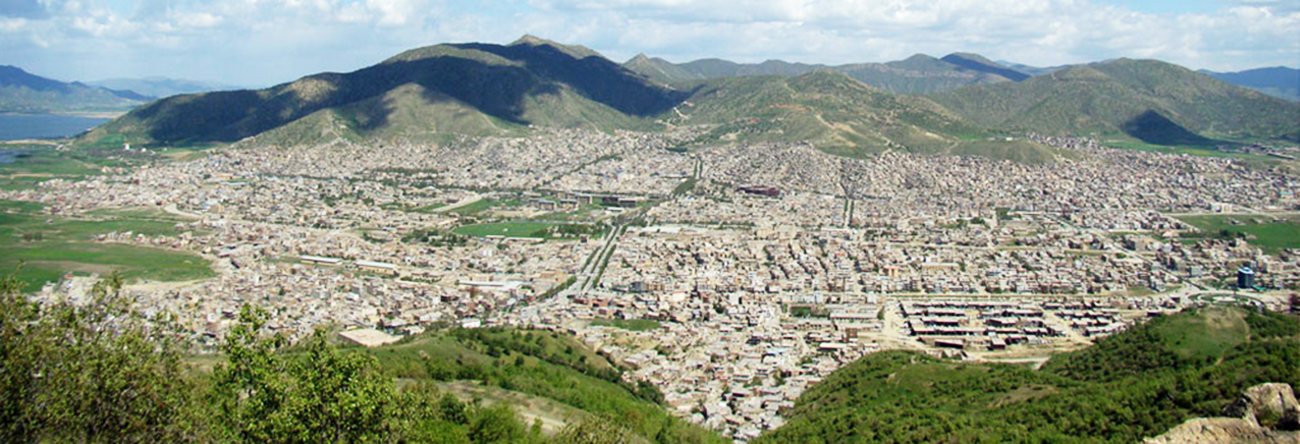
مریوان، استان کردستان ایران
سنندج، مرکز استان کردستان ایران
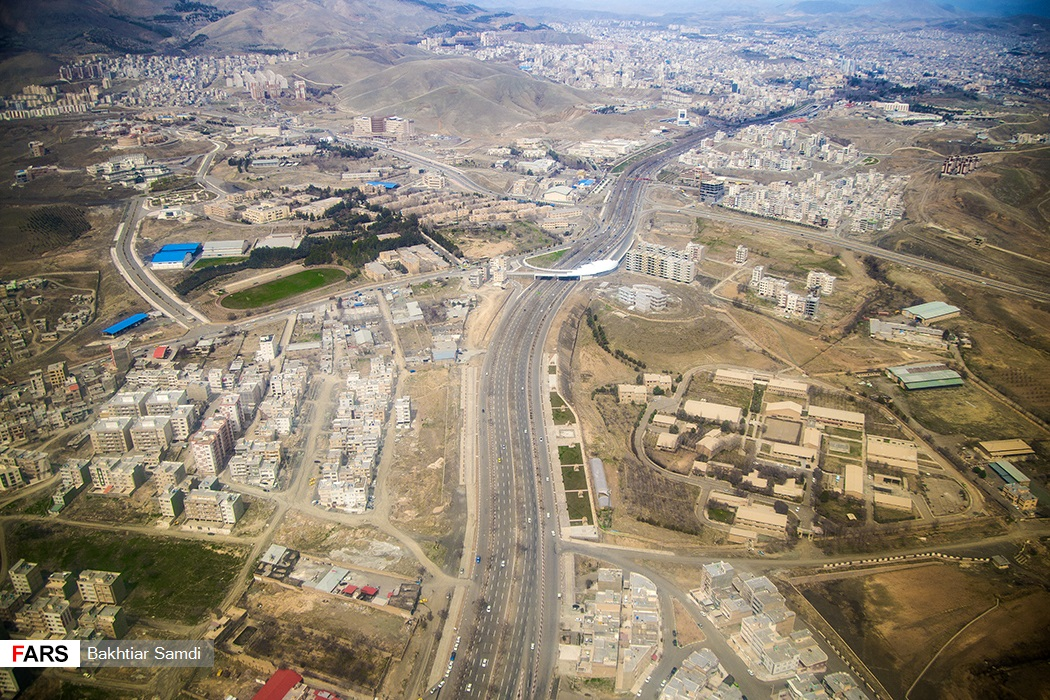
نمایی از شهر سنندج
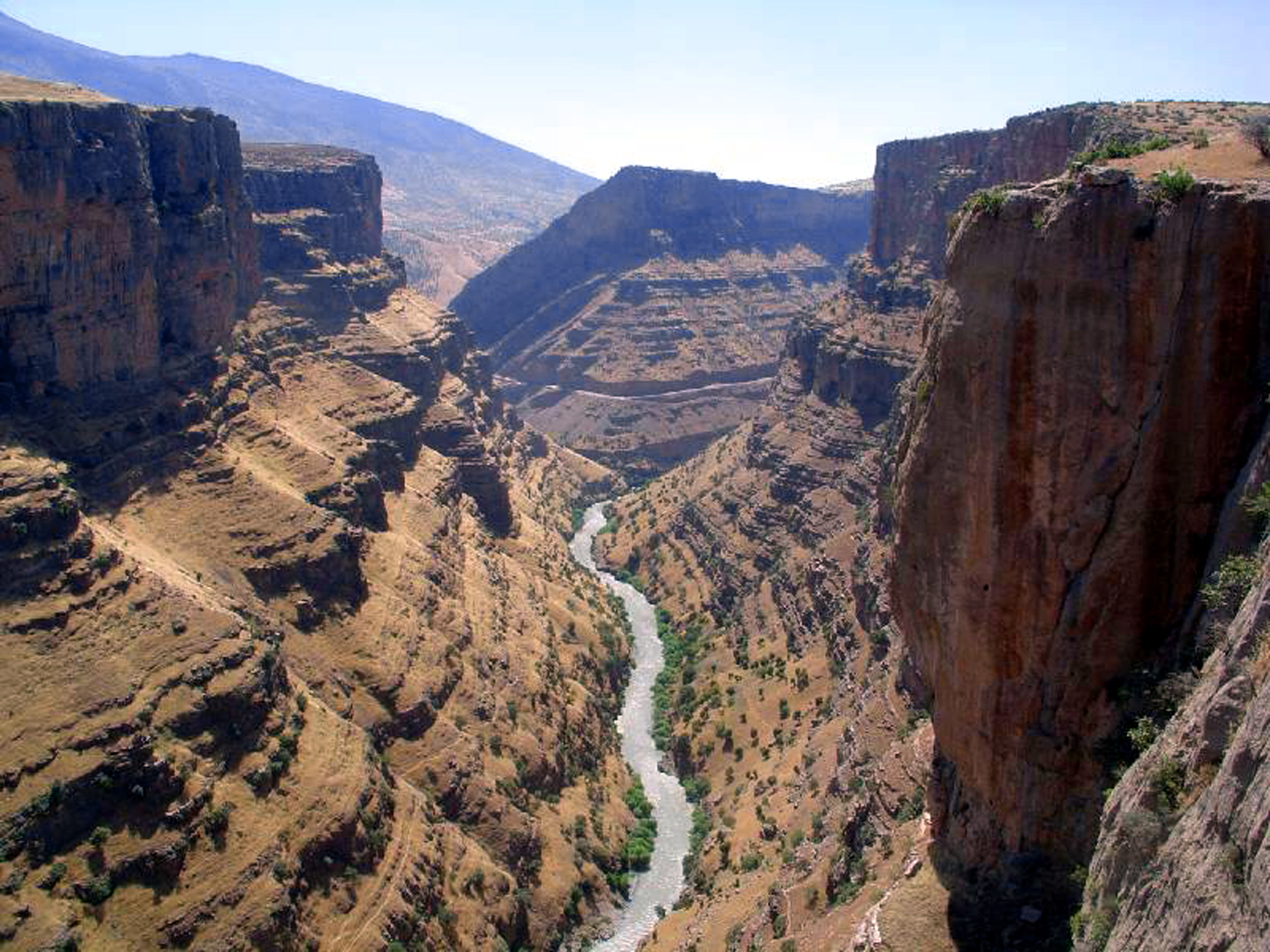
دره‌ای در رواندز
ییلاقات اطراف سلیمانیه
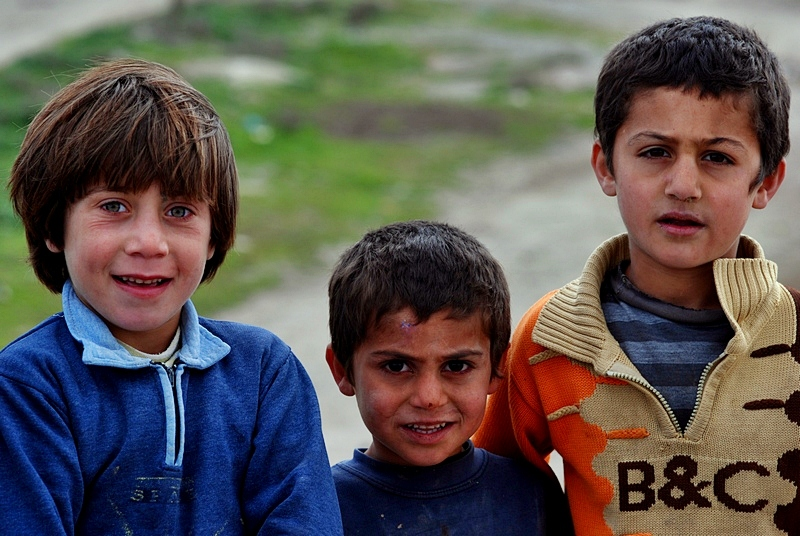
سه کودک کرد اهل کُردستان ترکیه
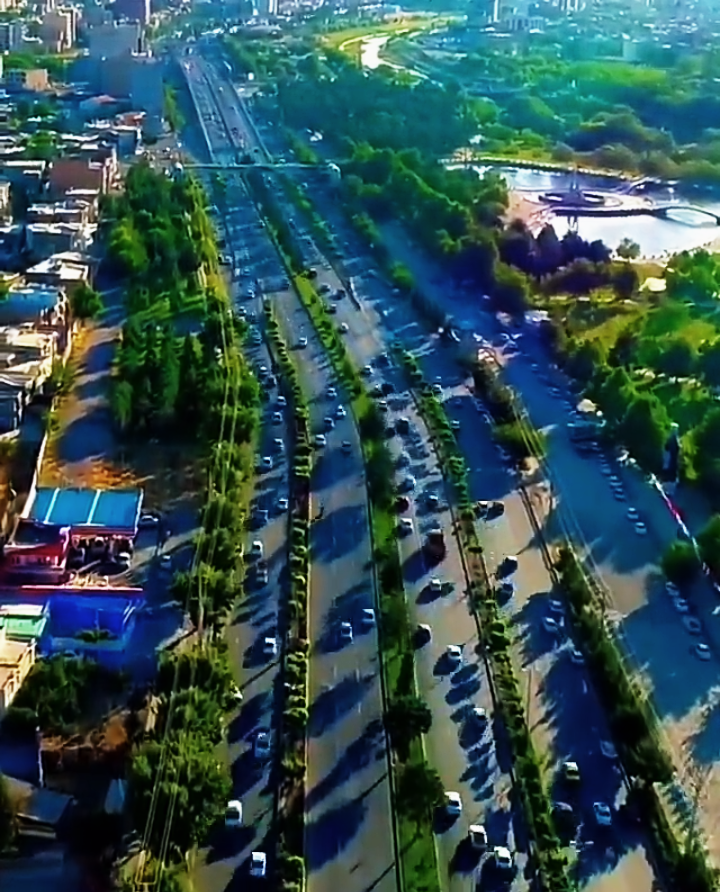
ارومیه یکی از شهرهای مهم کُردنشین
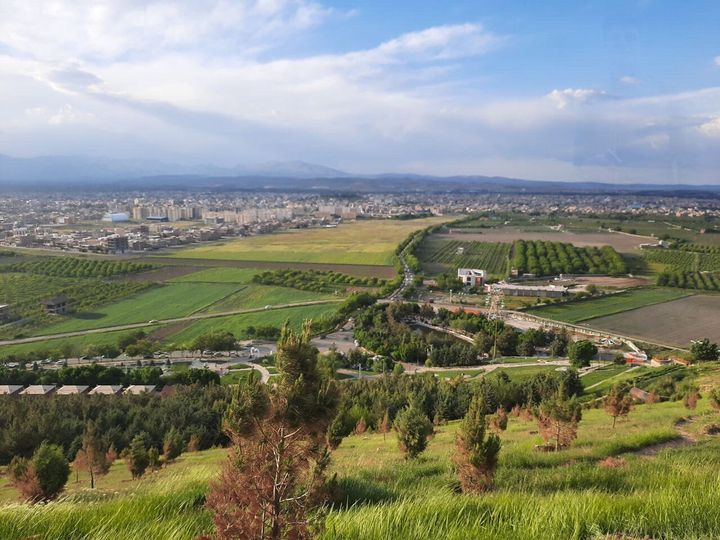
شهر نقده در استان آذربایجان غربی
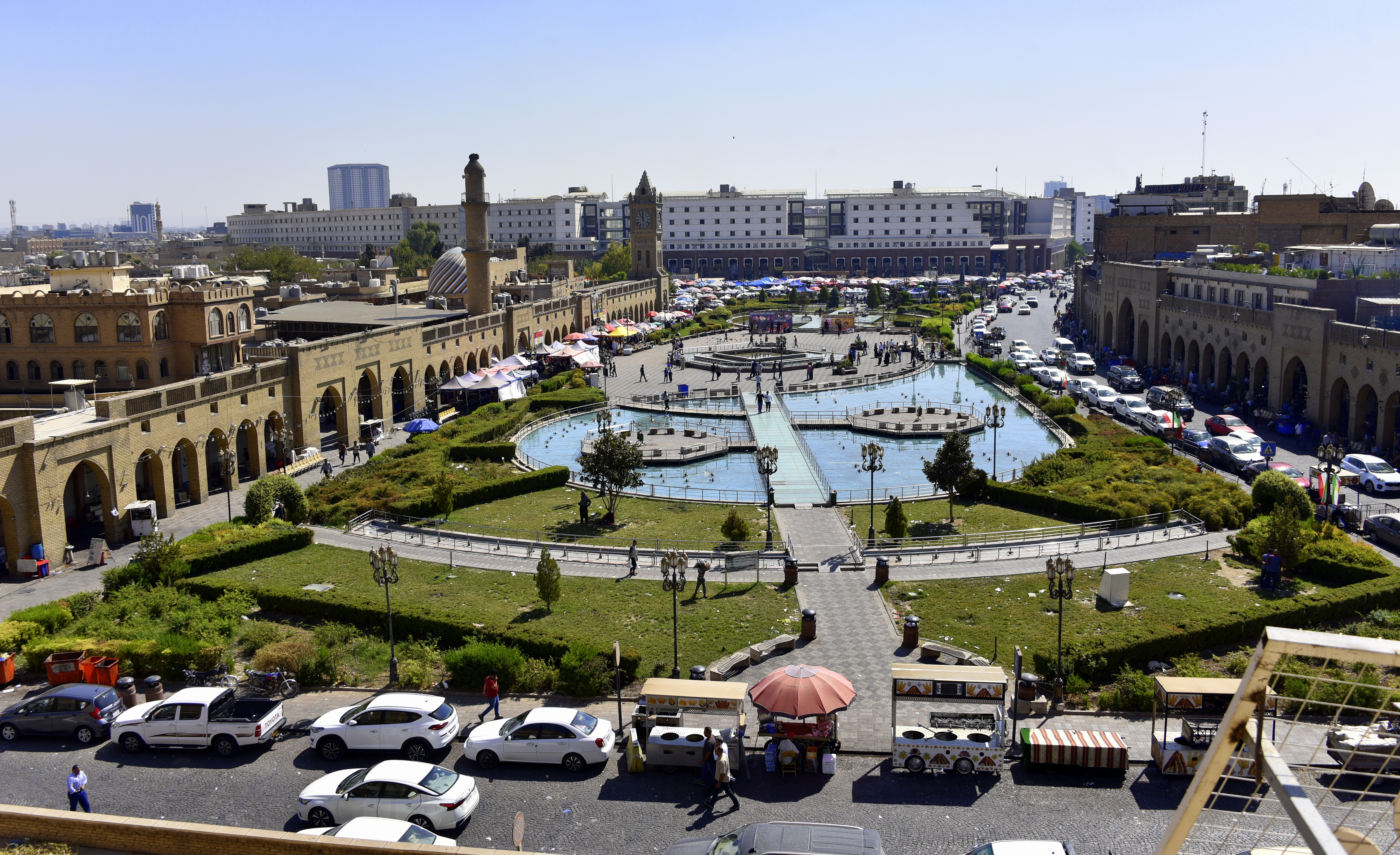
شهر اربیل، یکی از بزرگترین شهرهای کُردنشین
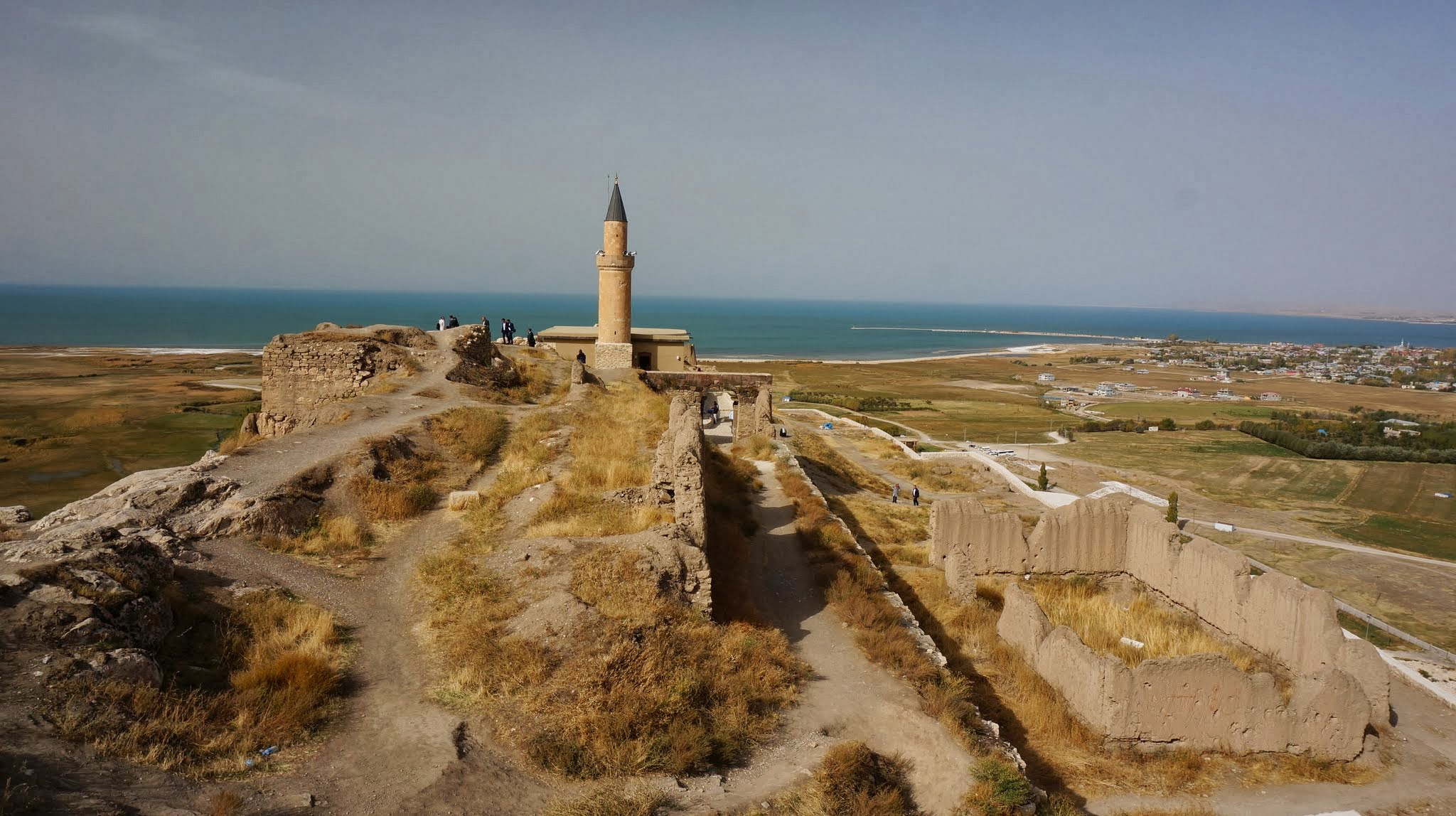
شهر وان در کُردستان ترکیه
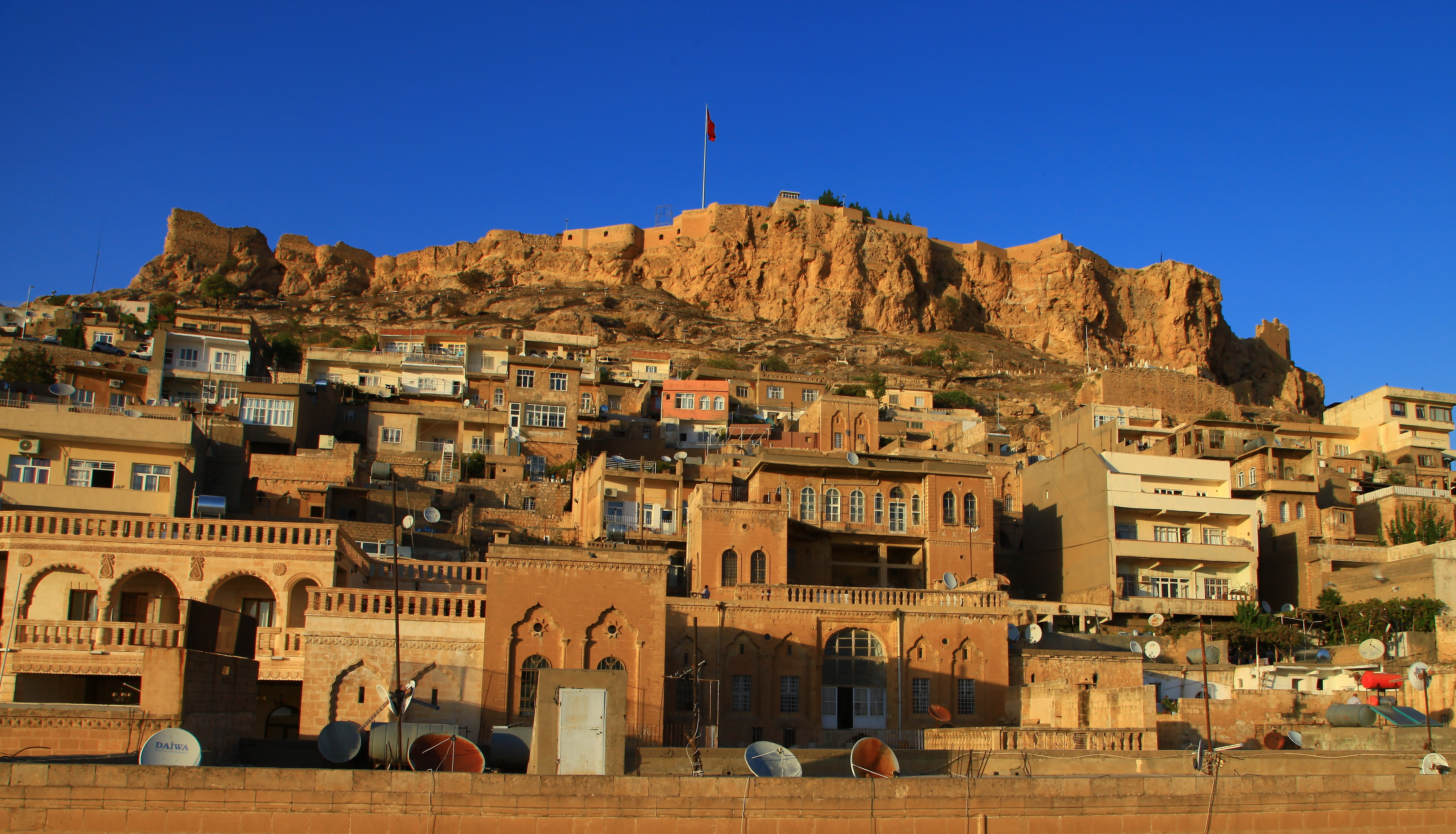
شهر ماردین، یکی از زیباترین شهرها در کُردستان ترکیه